# Мурал, мурали
Мурал, мурали (фр. Mur Murs) је документарни филм из 1981. у режији Ањес Варде. Филм истражује мурале Лос Анђелеса у Калифорнији.

## Предмет и стил
Огромна већина сцена у филму су снимци мурала, који се сви налазе у граду Лос Анђелесу, често са сликаром или моделом мурала постављеним испред мурала ради драматичног ефекта. У филму се наизменично чује нарација Агнес Варда и коментар о муралима које су дали креатори мурала, као и коментари локалног становништва који живе у тој области. Филм такође укључује неколико музичких наступа, укључујући чикано панк бенд Лос Иллегалс.
Значајна количина пажње филма усмерена је на радове чикано уметника, иако су уметници из других средина такође опширно обрађени. Филм се такође бави улози државног насиља, јер утиче на заједнице у којима се мурали налазе и на саме мурале.
Наслов филма је игра речи: дословно „Wall Walls“ на француском, Варда сугерише да мурали на зидовима заправо мрмљају једни на друге.

## Производња и издавање
Мур Мурс је продуковао Варда заједно са Documenteur: An Emotion Picture, драмски филм о Францускињи која живи у Лос Анђелесу, смештен на истим муралима који су тема Мур Мурс и са неколико људи који су радили на Мур Мурс.
Филм је приказан на Канском фестивалу 1981.

## Пријем и наслеђе
Савремена рецензија у Њујорк Тајмсу написана за пројекцију филма на филмском фестивалу описала је филм као "живахан и енергичан".
У рецензији коју је објавила филмска школа Реџекти о бокс сету Критерион колекција филмова Агнес Варда снимљених у Калифорнији, Фара Чедед описује Мур Мурсове као „савршену композицију“ у свом приказу „засљепљујуће осликаних“ зидова.